# نقطه زیرخورشیدی

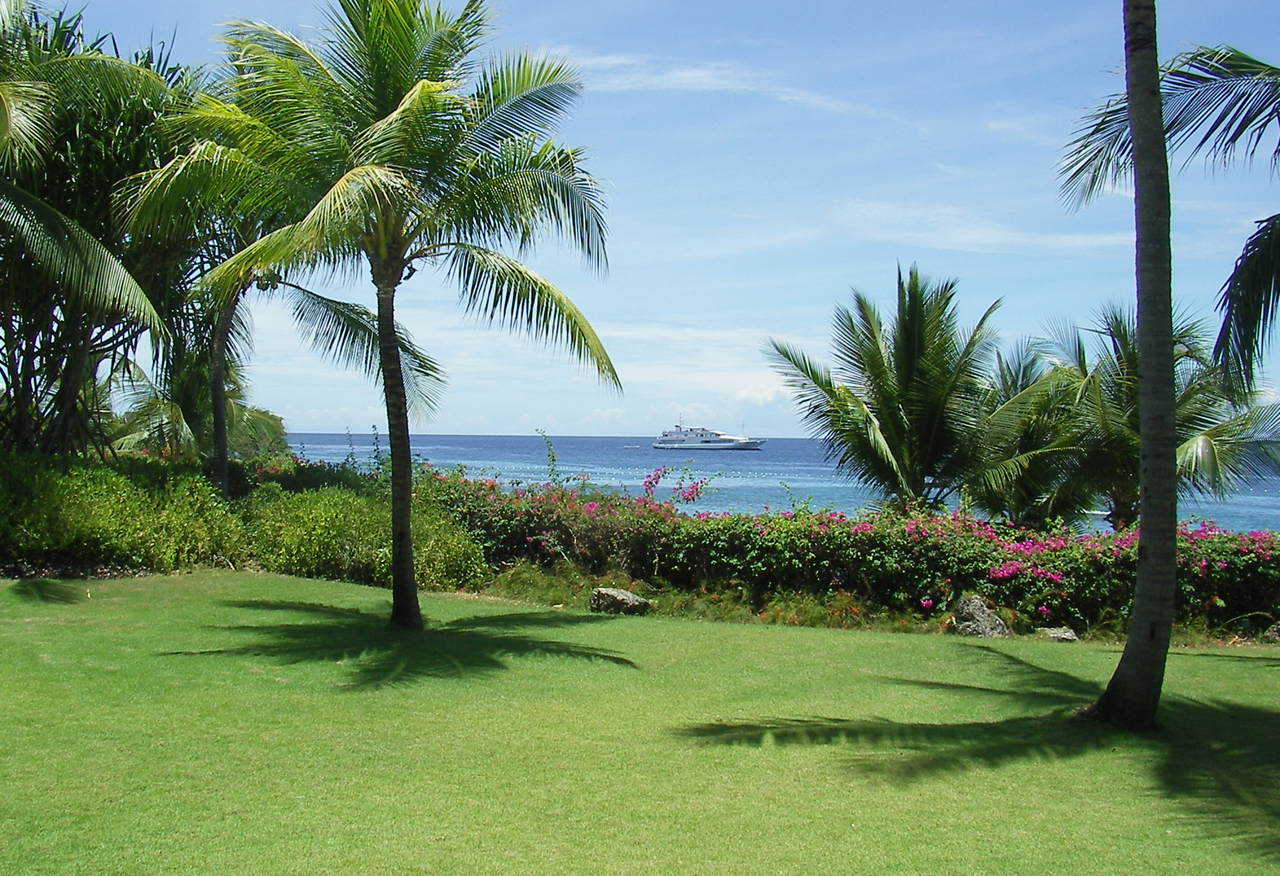
هنگامی که منطقه در نقطهٔ زیرخورشیدی قرار می‌گیرد سایهٔ درختان به حداقل خود می‌رسد. مناطق گرمسیری ماکتان در فیلیپین

نمودار ساده‌ای که نشانگر موقعیت نقطهٔ زیرخورشیدی در سطح زمین است. زاویه بین خورشید و سطح افقی محلی دقیقاً ۹۰ درجه است.

نقطهٔ زیرخورشیدی، زیرآفتاب یا نقطهٔ درست زیرِ خورشید؛ (به انگلیسی: Subsolar point)، نقطه‌ای است که خورشید در آنجا مستقیماً بر فراز زمین در (سمت‌الرأس) دیده یا درک می‌شود؛ یعنی جایی که پرتوهای خورشید دقیقاً عمود بر سطح این سیاره می‌تابند. همچنین از این نقطه می‌توان به عنوان نزدیک‌ترین نقطه به خورشید بر روی یک جسم آسمانی مانند زمین یاد کرد، حتی اگر خورشید قابل رویت نباشد.
برای یک ناظر بر روی سیاره‌ای که دارای انحراف محوری و چرخشی مشابه چرخش کره زمین باشد، دیده می‌شود که: نقطهٔ زیرخورشیدی از شرق به سمت غرب حرکت می‌کند و هر روز یک مدار را در سراسر کرهٔ زمین می‌پیماید، تقریباً در امتداد خط استوا حرکت می‌کند. با این حال، طی یک سال نیز نقطهٔ زیرخورشیدی بین شمال و جنوب مناطق استوایی متمایل خواهد شد، بنابراین چرخش آن مارپیچ مانند می‌شود.
این نقطهٔ زیرخورشیدی با مدار رأس‌السرطان در ژوئن منقلب و مدار رأس‌الجدی در دسامبر منقلب مماس می‌شود. نقطهٔ زیرخورشیدی در اعتدال‌های مارس و سپتامبر از خط استوا عبور می‌کند.